# Estação Alvalade
Alvalade é uma estação do Metropolitano de Lisboa. Situa-se no município de Lisboa, em Portugal, entre as estações Campo Grande e Roma da Linha Verde. Foi inaugurada a 18 de junho de 1972 em conjunto com as estações Arroios, Alameda, Areeiro e Roma, no âmbito da expansão desta linha à zona de Alvalade.

## Descrição
Esta estação está localizada na Av. de Roma, junto ao cruzamento com a Av. da Igreja, possibilitando o acesso ao Hospital Júlio de Matos e ao Laboratório Nacional de Engenharia Civil. O projeto arquitetónico original (1972) é da autoria do arquiteto Dinis Gomes e as intervenções plásticas da pintora Maria Keil. À semelhança das mais recentes estações do Metropolitano de Lisboa, está equipada para poder servir passageiros com deficiências motoras, contando com vários elevadores e escadas rolantes que facilitam o acesso às plataformas.

## História
Entre os dias 15 e 26 de abril de 2023 a estação voltou a servir de terminal norte da Linha Verde devido aos trabalhos de integração dos novos viadutos construídos na zona poente da estação Campo Grande e que obrigaram à interdição do troço entre as estações Alvalade e Telheiras.
Em 2024 a estação foi cenário para o videoclipe da música Impossible da boyband sul-coreana Riize.

## Ampliação
A 17 de agosto de 2006 foi concluída a construção do átrio sul da estação com base num projeto arquitetónico da autoria do arquiteto Sanchez Jorge e as intervenções plásticas da artista plástica Bela Silva. A remodelação do átrio norte seria concluída a 25 de outubro de 2007, desta feita com as intervenções plásticas da pintora Maria Keil. A remodelação da estação integrou-se nas obras de prolongamento das plataformas e de construção de um segundo átrio.

## Acessos
Esta estação conta com seis acessos pedonais e um elevador entre o átrio e a superfície:
- Acesso 1 - está localizado na esquina nordeste da Praça de Alvalade. Está direcionado para sul e conta com escadas pedonais.
- Acesso 2 - está localizado no passeio nascente da Av. de Roma, na extremidade norte da Praça de Alvalade. Está direcionado para norte e conta com escadas pedonais.
- Acesso 3 - está localizado no passeio poente da Av. de Roma, na extremidade norte da Praça de Alvalade. Está direcionado para norte e conta com escadas pedonais.
- Acesso 4 - está localizado na Praça de Alvalade e permite o acesso direto subterrâneo ao Centro Comercial Alvalade através de escadas pedonais.
- Acesso 5 - está localizado no passeio poente da Av. de Roma, na extremidade sul da Praça de Alvalade. Está direcionado para sul e conta com escadas pedonais.
- Acesso 6 - está localizado no passeio nascente da Av. de Roma, na extremidade sul da Praça de Alvalade. Está direcionado para sul e conta com escadas pedonais.
- Elevador - está localizado no passeio nascente da Av. de Roma, na extremidade norte da Praça de Alvalade, direcionado para poente.